# Mcensk
Mcensk (anche traslitterata come Mtsensk o Mtzensk) è una cittadina della Russia europea sudoccidentale, situata nell'Oblast' di Orël, 49 chilometri a nordest del capoluogo Orël, lungo le sponde del fiume Zuša; è capoluogo del rajon Mcenskij, pur essendo amministrativamente autonoma.
Fondata nel 1146 con il nome di M'čensk (russo Мьченск); dal 1320 al 1505 fu parte del Granducato di Lituania, passando successivamente sotto lo Stato russo. Ottenne lo status di città nel 1778.

## Geografia fisica

### Clima
La città di Mcensk ha un clima continentale freddo.

## Società

### Evoluzione demografica
Fonte: mojgorod.ru
- 1897: 9.823
- 1926: 10.000
- 1959: 14.266
- 1970: 27.833
- 1989: 48.400
- 2002: 47.807
- 2010: 43.222
- 2018: 37.725